# Cantonul Verteillac
Cantonul Verteillac este un canton din arondismentul Périgueux, departamentul Dordogne, regiunea Aquitania, Franța.

## Comune
| Comune                     | Populație (1999) | Cod poștal | Cod INSEE |
| -------------------------- | ---------------- | ---------- | --------- |
| Bertric-Burée              | 432              | 24320      | 24038     |
| Bourg-des-Maisons          | 62               | 24320      | 24057     |
| Bouteilles-Saint-Sébastien | 187              | 24320      | 24062     |
| Cercles                    | 202              | 24320      | 24093     |
| Champagne-et-Fontaine      | 397              | 24320      | 24097     |
| La Chapelle-Grésignac      | 116              | 24320      | 24109     |
| La Chapelle-Montabourlet   | 68               | 24320      | 24110     |
| Cherval                    | 287              | 24320      | 24119     |
| Coutures                   | 191              | 24320      | 24141     |
| Gout-Rossignol             | 397              | 24320      | 24199     |
| Lusignac                   | 187              | 24320      | 24247     |
| Nanteuil-Auriac-de-Bourzac | 232              | 24320      | 24303     |
| Saint-Martial-Viveyrol     | 205              | 24320      | 24452     |
| Saint-Paul-Lizonne         | 300              | 24320      | 24482     |
| La Tour-Blanche            | 442              | 24320      | 24554     |
| Vendoire                   | 153              | 24320      | 24569     |
| Verteillac                 | 636              | 24320      | 24573     |